# Jim Price (baloncestista)
James E. Price (Russellville, Kentucky, 27 de noviembre de 1949) es un exjugador de baloncesto estadounidense que disputó siete temporadas de la NBA. Con 1,91 metros de altura, jugaba en la posición de base. Es hermano del también exjugador Mike Price.

## Trayectoria deportiva

### Universidad
Jugó durante 4 temporadas con los Cardinals de la Universidad de Louisville, en las que promedió 17,1 puntos, 4,8 rebotes y 4,1 asistencias por partido. En 1972 llegó junto con su equipo a la Final Four de la NCAA, anotando 30 puntos en la semifinal que perdieron frente a UCLA, siendo elegido en el mejor quinteto del torneo, junto a jugadores de la talla de Bill Walton y Bob McAdoo. Ese mismo año fue incluido en el segundo equipo All-American de la Associated Press.

### Profesional
Fue elegido en el puesto 16, en la segunda ronda del Draft de la NBA de 1972 por Los Angeles Lakers, a la vez que también era elegido en la primera ronda del draft de la ABA por los Memphis Pros, decidiéndose por la primera opción. En su primera temporada apenas dispuso de 14 minutos por partido, pero le bastaron para promediar 6,4 puntos, 1,9 rebotes y 1,6 asistencias, y ser elegido en el mejor quinteto de rookies.
No tardó en hacerse con el puesto de base titular del equipo, y así en su segundo año con los Lakers sus números mejoraron hasta los 15,4 puntos, 4,6 rebotes y 4,5 asistencias, a lo que añadió 1,9 robos de balón por partido, el décimo mejor de la liga en este último apartado, lo que le supuso ser incluido en el segundo mejor quinteto defensivo de la NBA.
Tras disputar 9 partidos en la temporada 1974-75, fue traspasado a Milwaukee Bucks, donde coincidió con Kareem Abdul-Jabbar. A pesar del traspaso, realizó su mejor temporada como profesional, ganándose el ser elegido para disputar el All Star Game, en el que consiguió 8 puntos y 2 rebotes. Jugó una temporada completa más con los Bucks, pero pronto se vio relegado al banquillo. A poco de comenzar la temporada 1976-77 fue traspasado a Buffalo Braves, iniciando un carrusel de cambios de equipo en las dos siguientes temporadas que le llevaron a jugar también con los Denver Nuggets y los Detroit Pistons. En 1978 regresó a los Lakers, como suplente de Norm Nixon, en la que sería su última temporada como profesional. En el total de su carrera profesional promedió 10,0 puntos, 3,1 rebotes y 3,7 asistencias por partido.

### Entrenador
Pasó cinco temporadas (1982–1987) como entrenador del equipo femenido de los IUPUI Jaguars.
En 2006 fue el entrenador de los Tampa Bay Strong Dogs de la liga ABA.

## Estadísticas de su carrera en la NBA

### Temporada regular
| Temporada | Edad | Equipo             | Liga | P   | TIT | MIN  | TC  | TCA  | %TC  | 3P | 3PA | %3P | TL  | TLA | %TL  | R.OF. | R.DEF. | REB | ASIS | ROB | TAP | PER | FP  | PTS  |
| 1972-73   | 23   | Los Angeles Lakers | NBA  | 59  |     | 14.0 | 2.7 | 6.1  | .440 |    |     |     | 1.0 | 1.2 | .822 |       |        | 1.9 | 1.6  |     |     |     | 2.0 | 6.4  |
| 1973-74   | 24   | Los Angeles Lakers | NBA  | 82  |     | 32.0 | 6.6 | 14.6 | .449 |    |     |     | 2.3 | 2.9 | .799 | 1.5   | 3.1    | 4.6 | 4.5  | 1.9 | 0.4 |     | 2.8 | 15.4 |
| 1974-75   | 25   | TOTAL              | NBA  | 50  |     | 37.4 | 6.3 | 14.3 | .442 |    |     |     | 3.4 | 3.9 | .871 | 1.2   | 2.7    | 4.0 | 5.7  | 2.2 | 0.5 |     | 3.6 | 16.1 |
| 1974-75   | 25   | Los Angeles Lakers | NBA  | 9   |     | 37.7 | 8.3 | 18.6 | .449 |    |     |     | 4.6 | 5.0 | .911 | 1.9   | 2.9    | 4.8 | 7.0  | 2.3 | 0.3 |     | 4.0 | 21.2 |
| 1974-75   | 25   | Milwaukee Bucks    | NBA  | 41  |     | 37.3 | 5.9 | 13.4 | .440 |    |     |     | 3.1 | 3.6 | .859 | 1.1   | 2.7    | 3.8 | 5.4  | 2.2 | 0.5 |     | 3.6 | 14.9 |
| 1975-76   | 26   | Milwaukee Bucks    | NBA  | 80  |     | 31.6 | 5.0 | 12.0 | .415 |    |     |     | 1.8 | 2.1 | .849 | 0.9   | 2.3    | 3.3 | 4.9  | 1.9 | 0.4 |     | 3.3 | 11.7 |
| 1976-77   | 27   | TOTAL              | NBA  | 81  |     | 22.6 | 3.1 | 7.0  | .446 |    |     |     | 1.0 | 1.3 | .806 | 0.6   | 2.2    | 2.9 | 3.2  | 1.6 | 0.2 |     | 3.0 | 7.3  |
| 1976-77   | 27   | Milwaukee Bucks    | NBA  | 6   |     | 18.5 | 3.5 | 6.8  | .512 |    |     |     | 1.2 | 1.5 | .778 | 0.7   | 1.5    | 2.2 | 2.5  | 1.2 | 0.2 |     | 2.3 | 8.2  |
| 1976-77   | 27   | Buffalo Braves     | NBA  | 20  |     | 16.7 | 2.2 | 5.2  | .423 |    |     |     | 0.9 | 1.0 | .850 | 0.3   | 1.5    | 1.7 | 1.9  | 1.3 | 0.3 |     | 2.6 | 5.3  |
| 1976-77   | 27   | Denver Nuggets     | NBA  | 55  |     | 25.2 | 3.4 | 7.7  | .445 |    |     |     | 1.1 | 1.3 | .797 | 0.7   | 2.6    | 3.3 | 3.8  | 1.7 | 0.3 |     | 3.3 | 7.9  |
| 1977-78   | 28   | TOTAL              | NBA  | 83  |     | 23.2 | 3.5 | 7.9  | .448 |    |     |     | 1.6 | 2.0 | .799 | 0.7   | 2.4    | 3.1 | 3.1  | 1.4 | 0.1 | 2.1 | 2.4 | 8.7  |
| 1977-78   | 28   | Denver Nuggets     | NBA  | 49  |     | 22.2 | 2.9 | 6.0  | .481 |    |     |     | 1.0 | 1.3 | .773 | 0.6   | 2.6    | 3.2 | 3.2  | 1.4 | 0.1 | 2.1 | 2.4 | 6.8  |
| 1977-78   | 28   | Detroit Pistons    | NBA  | 34  |     | 24.7 | 4.5 | 10.7 | .421 |    |     |     | 2.5 | 3.0 | .816 | 0.8   | 2.2    | 3.0 | 3.0  | 1.3 | 0.1 | 2.2 | 2.4 | 11.5 |
| 1978-79   | 29   | Los Angeles Lakers | NBA  | 75  |     | 16.1 | 2.3 | 4.6  | .497 |    |     |     | 0.7 | 1.1 | .696 | 0.3   | 1.3    | 1.6 | 2.9  | 0.9 | 0.2 | 1.3 | 1.7 | 5.3  |
| Total     |      |                    | NBA  | 510 |     | 25.1 | 4.2 | 9.4  | .444 |    |     |     | 1.6 | 2.0 | .815 | 0.9   | 2.4    | 3.1 | 3.7  | 1.6 | 0.3 | 1.7 | 2.7 | 10.0 |

### Playoffs
| Temporada | Edad | Equipo             | Liga | P  | MIN | TCA | TC  | 3PA | 3P | TLA | TL | R.OF. | REB | ASIS | ROB | TAP | PER | FP | PTS | %TC  | %3P | %FT  | MIN  | PTS  | REB | AST |
| 1972-73   | 23   | Los Angeles Lakers | NBA  | 3  | 16  | 3   | 11  |     |    | 0   | 0  |       | 4   | 2    |     |     |     | 2  | 6   | .273 |     |      | 5.3  | 2.0  | 1.3 | 0.7 |
| 1973-74   | 24   | Los Angeles Lakers | NBA  | 5  | 161 | 25  | 66  |     |    | 9   | 13 | 8     | 19  | 13   | 7   | 0   |     | 21 | 59  | .379 |     | .692 | 32.2 | 11.8 | 3.8 | 2.6 |
| 1975-76   | 26   | Milwaukee Bucks    | NBA  | 1  | 19  | 3   | 8   |     |    | 4   | 7  | 0     | 0   | 4    | 1   | 0   |     | 1  | 10  | .375 |     | .571 | 19.0 | 10.0 | 0.0 | 4.0 |
| 1976-77   | 27   | Denver Nuggets     | NBA  | 6  | 158 | 19  | 53  |     |    | 5   | 8  | 6     | 24  | 25   | 12  | 1   |     | 18 | 43  | .358 |     | .625 | 26.3 | 7.2  | 4.0 | 4.2 |
| 1978-79   | 29   | Los Angeles Lakers | NBA  | 8  | 128 | 9   | 30  |     |    | 2   | 4  | 1     | 8   | 18   | 5   | 0   | 8   | 19 | 20  | .300 |     | .500 | 16.0 | 2.5  | 1.0 | 2.3 |
| Total     |      |                    | NBA  | 23 | 482 | 59  | 168 |     |    | 20  | 32 | 15    | 55  | 62   | 25  | 1   | 8   | 61 | 138 | .351 |     | .625 | 21.0 | 6.0  | 2.4 | 2.7 |